# Sprawiedliwość pozioma
Sprawiedliwość pozioma (ang. Horizontal equity) - jedno z kryteriów uczciwości opodatkowania. Mówi o tym, że podatnicy o takiej samej zdolności do płacenia podatków powinni płacić tę samą kwotę.